# Tommy Moore
Thomas "Tommy" Henry Moore (Liverpool, 12 de setembro de 1931 – Liverpool, 29 de setembro de 1981) foi um baterista britânico conhecido por tocar com os The Beatles entre maio e junho de 1960.
Nascido em Liverpool, Moore trabalhou como motorista de empilhadeira e músico em meio período. Ele tocou bateria pela primeira vez com os Silver Beetles em maio de 1960, por sugestão do empresário Allan Williams, e no final daquele mês viajou para a Escócia com John Lennon, Paul McCartney, George Harrison e Stuart Sutcliffe, quando atuaram como banda de apoio para o cantor Johnny Gentle. Durante a turnê, ele se machucou e perdeu os dentes da frente quando a van da banda, dirigida por Gentle, sofreu um pequeno acidente. No entanto, Lennon e o organizador escocês da turnê o tiraram do hospital e insistiram que ele se apresentasse com o resto do grupo. Depois que eles voltaram para Liverpool, Moore já havia decidido que estava 'farto de Lennon'; quando ele não apareceu para um show uma noite, o resto da banda foi até seu apartamento e foi informado por sua esposa, Veronica (Vera) Hughes, que ele havia voltado ao seu emprego fixo na fábrica de garrafas. Quando eles tentaram convencê-la do contrário, ela aparentemente gritou 'vocês podem dar o fora!' Ele realizou mais uma apresentação com o grupo, antes de partirem para a Alemanha com Pete Best como baterista em agosto de 1960.
Moore continuou a trabalhar em Liverpool e morreu de hemorragia cerebral em setembro de 1981, aos 50 anos.